# Riana Nainggolan
Riana Nainggolan (Antwerpen, 3 mei 1988) is een Belgische voetbalster, die uitkwam voor Kontich en RES Roma. Sinds 2016 speelt ze in Italiaanse futsal teams met als laatste gekende team CUS Cagliari. In 2015 kwam ze eenmaal uit voor het nationale voetbalelftal tijdens de Cyprus Women's Cup.
Riana is de tweelingzus van profvoetballer Radja Nainggolan, die onder meer voor Germinal Beerschot, Antwerp, Cagliari en voor het Belgisch voetbalelftal speelde.

## Jeugd
Riana en haar broer groeiden op in de Antwerpse wijk Linkeroever, waar ze voornamelijk op straat rondhingen. Toen Riana acht jaar oud was, verliet hun vader ze om terug naar Indonesië te gaan. Net als haar broer bleef Nainggolan op het goede pad door volop voor het voetbal te kiezen. In België speelde ze op het hoogste niveau bij Kontich FC (in al zijn gedaantes).

## Italië
In 2014 volgde Nainggolan haar broer naar Italië, waar hij uitkwam voor AS Roma. Zij tekende dan ook bij RES Roma, de "onofficiële damestak" van AS. Hiervoor verhuisde ze naar Italië, waar ze bij haar tweelingbroer Radja woonde.
In 2016 zette Nainggolan een punt achter haar veldvoetbalcarrière en verhuisde naar Sardinië om er te gaan zaalvoetballen bij Unicusano Queens Tivoli uit Sinnai. Sindsdien veranderde ze elk jaar van futsal team.

## Statistieken
| Seizoen | Club      | Land   | Competitie | Wedstrijden | Doelpunten |
| ------- | --------- | ------ | ---------- | ----------- | ---------- |
| 2012/13 | Beerschot | België | BEL        | 21          | 7          |
| 2013/14 | Antwerp   | België | BEL        | 9           | 0          |
| 2014/15 | Res Roma  | Italië | SAW        | 16          | 2          |
| 2015/16 | Res Roma  | Italië | SAW        | 6           | 1          |
| Totaal  | Totaal    | Totaal | Totaal     | 63          | 25         |

Laatste update: mei 2020